# Mennydörgő robaj
A Mennydörgő robaj (A Sound of Thunder) egy 2005-ös amerikai–német–cseh sci-fi kalandfilm, melyet Peter Hyams rendezett, főszereplője pedig Ben Kingsley. A film Ray Bradbury novellája nyomán készült. A történet lényege, hogy az időutazás óhatatlanul befolyást gyakorol a jelenre és a jövőre.

## Cselekmény
2055 Chicagójában járunk, ekkorra már megvalósult az időutazás. Charles Hatton (Kingsley), a kapzsi üzletember cége, az Időszafari gazdag ügyfeleknek kínál dinoszauruszvadászatot, akik jó pénzért visszamehetnek a múltba, hogy ott levadásszanak egy őshüllőt, ami úgyis hamar elpusztult volna. Ez viszont máris rávilágít azokra a szabályokra, amiket nem lehet megszegni: semmit sem lehet a múltba vinni, semmit sem lehet elhozni onnan, és nem szabad az időgép által generált ösvényről lelépni. Az eljárással eddig nem volt semmi probléma és így az üzlet is jól ment, ameddig az egyik ügyfél véletlenül mégiscsak el nem taposott egy pillangót a múltbéli őserdőben. Az esemény addig fel sem tűnik, ameddig a következő időutazásnál nem a szokott forgatókönyv szerint történnek a dolgok. Nemsokára más változások is történnek a jelenben: furcsa növények és addig sosem volt állatok kezdenek elszabadulni. A szafarit bonyolító tudóscsoport hamar rájön, hogy valamit megváltoztattak a múltban és ennek eredménye a sok változás. Miután kiderül mi történt nyilvánvaló, hogy az állat pusztulása láncreakciószerűen megváltoztatta az evolúciót, ami az ember fejlődésére is befolyást gyakorol, így az egyetlen esély az eredeti állapot visszaállítására, ha sikerül valahogy visszajutni a múltba, hogy megakadályozzák a malőrt...

## Szereplők
| Szerep              | Színész                | Magyar hangja (1. szinkron, 2006) |
| ------------------- | ---------------------- | --------------------------------- |
| Travis Ryer         | Edward Burns           | Viczián Ottó                      |
| Sonia Rand          | Catherine McCormack    | Orosz Anna                        |
| Charles Hatton      | Ben Kingsley           | Szersén Gyula                     |
| Jenny Krase         | Jemima Rooper          | Csondor Kata                      |
| Payne               | David Oyelowo          | Király Attila                     |
| Dr. Lucas           | Wilfried Hochholdinger | Galbenisz Tomasz                  |
| Clay Derris         | August Zirner          | Rába Roland                       |
| Ted Eckles          | William Armstrong      | Tóth Tamás                        |
| Christian Middleton | Corey Johnson          | Tarján Péter                      |
| John Wallenbeck     | Armin Rohde            | Melis Gábor                       |
| Alicia Wallenbeck   | Heike Makatsch         | (n. a.)                           |

## Gyártás
Eredetileg Renny Harlin lett volna a rendező és Pierce Brosnan a főszereplő, a forgatást pedig Kanadába tervezték, de Brosnan át akarta iratni a forgatókönyvet, amit ráadásul a forgatókönyvírók sztrájkja is nehezített, majd az egyik vezető producer is meghalt. Ezután került Hyams a rendezői székbe, de később Brosnan is kiszállt a filmből, akit a kevésbé ismert Edward Burns váltott. A forgatás Kanada helyett Csehországba került, amit árvíz, majd az utómunka során csődbe ment studió is tovább nehezített, miután megcsappant a korábban tervezett költségvetés.

## Visszhang
Bár Bradbury története jó alapanyag lehetett volna, a film hatalmas bukás lett: a 80 millió dolláros költségvetés ellenére mindössze nagyjából 11 és fél milliót keresett, csak Amerikában pedig nem egész kettőt! A film hibái közé sorolják, hogy Kingsley-n kívül egyetlen ismert színész sem szerepel a filmben (ő sem túl sokat) és azok színészi teljesítménye is gyenge, a film cselekménye kidolgozatlan, és 2005-ös film létére korához képest rendkívül alacsony színvonalúak a trükkök és a látványvilág; mindez a forgatási nehézségeknek is betudható. Magyarországon csak DVD-n jelent meg.

## Fordítás
Ez a szócikk részben vagy egészben  az   A Sound of Thunder (film) című angol Wikipédia-szócikk fordításán alapul.  Az eredeti cikk szerkesztőit annak laptörténete sorolja fel. Ez a jelzés csupán a megfogalmazás eredetét és a szerzői jogokat jelzi, nem szolgál a cikkben szereplő információk forrásmegjelöléseként.